# 映画ファンド
映画ファンドは、映画製作資金を投資家から調達し、興行成績に応じて配当するという仕組みの投資商品。

## 日本の映画ファンド史
- 1989年：日本初の映画ファンドは、当時、松竹プロデューサーだった奥山和由が発足させたフューチャー・フィルム・エンタープライズであった。この当時は、法人（企業）を顧客としていた。映画ファンド第一号による映画が『226』。
- 2001年：アスミック・エース エンタテインメントが、『突入せよ! あさま山荘事件』の映画製作であおぞら銀行から、投資ファンドと銀行融資を組み合わせにより資金調達。ファンドと銀行融資の組み合わせは日本初。2002年に劇場公開され、興行収入10億円のヒットを記録した。
- 2004年：松竹が日本初の個人向け映画ファンドで『SHINOBI-HEART UNDER BLADE-』の資金調達。
- 同年改正の信託業法により著作権信託が可能になった。
- 2005年：日本初の著作権信託による映画ファンドで『阿修羅城の瞳』の資金調達。
- 2011年8月15日：官民共同投資ファンドの産業革新機構が日本初のアニメ、映画等の企画開発を手がける新会社「All Nippon Entertainment Works」を発足。日本企業等が持つ有望な原作やキャラクター等を発掘し、映画等を企画開発する。日本のコンテンツ（ストーリー／キャラクター等）をリメイクし、グローバル市場をターゲットとしたエンタテインメント作品を企画開発する。機構が60億円を上限として出資を行うことを公表[1]。

## 個人向け映画ファンド
2004年11月に松竹が専ら個人投資家を対象とした「映画ファンド 忍-SHINOBI」を組成し、一口10万円で募集した。これは2005年公開の『SHINOBI-HEART UNDER BLADE-』の製作資金を調達し、興行収入やDVDソフト売上の利益で償還を得るファンドで、投資金額を少額に設定した最初の映画ファンドである。宣伝費を含めた総製作費15億円の内5億円をこのファンドを通じて調達する目論見で、個人約1300名と法人5名（出資比率は非公開）の出資で満額を調達した。しかし、興行収入は損益分岐点の20億円に届かず、ソフト売上も苦戦したため、投資資金は元本割れで償還された。松竹は公開時に大作が並び客入りが低調であったことを理由に挙げていたが、作品に対する需要や収益の過大評価による現実とのミスマッチも影響しているとされる。また、同時期に松竹配給の『天使』についても、ネット証券を通じてファンドが販売されたが、小規模だった為か投資資金のリターンについては明らかにされていない。
なお、メディアコンテンツを対象とした個人向け投資ファンドとしては2000年の「ゲームファンド ときめきメモリアル」が先例でよく知られているが、こちらも購入手数料を差し引くと元本割れとなっている。

## 関連書籍
- 岩崎明彦『「フラガール」を支えた映画ファンドのスゴい仕組み』角川・エス・エス・コミュニケーションズ ISBN 978-4827550085
- 松田政行『図解コンテンツ・ファイナンス - 「著作権信託」で資金調達が変わる』日刊工業新聞社 ISBN 978-4526055102

## ファンドにより資金を調達した映画
- 阿修羅城の瞳
- 真救世主伝説 北斗の拳